# Província de Txui
La província de Txui (en kirguís: Чүй областы; en rus: Чуйская область) és una província (óblast) del Kirguizstan. Pren el nom del riu que hi passa. La capital és Bixkek, tot i que del 2003 al maig del 2006 ho fou Tokmok. Té una extensió semblant a la d'El Salvador.

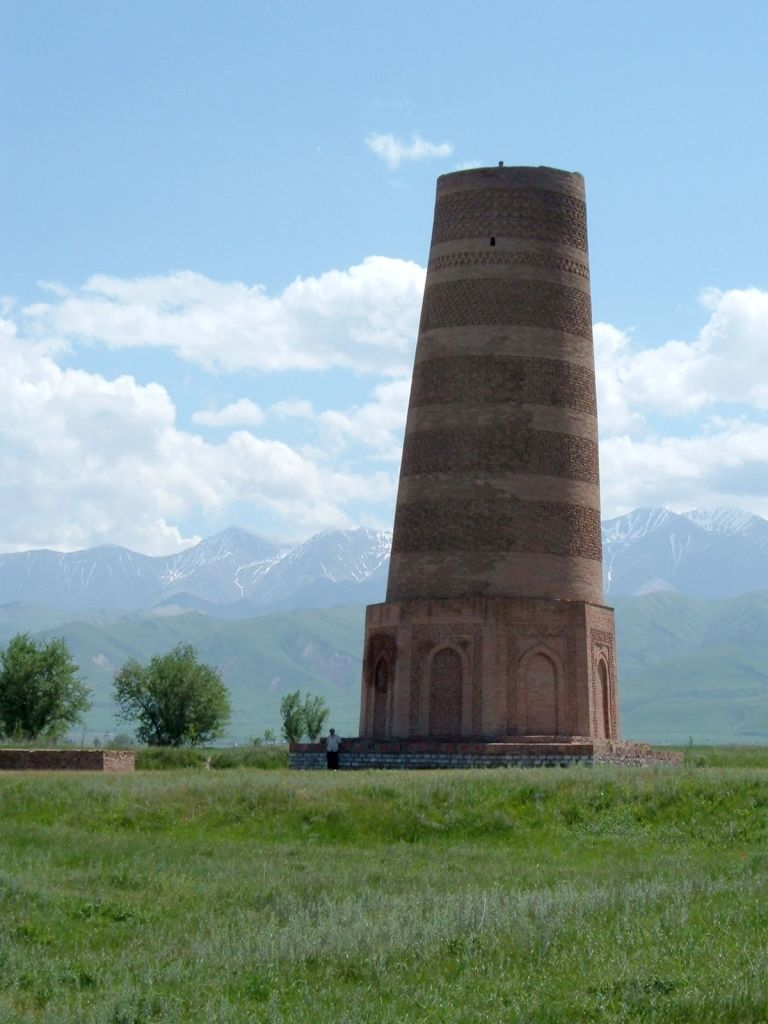
La Torre de Buranà
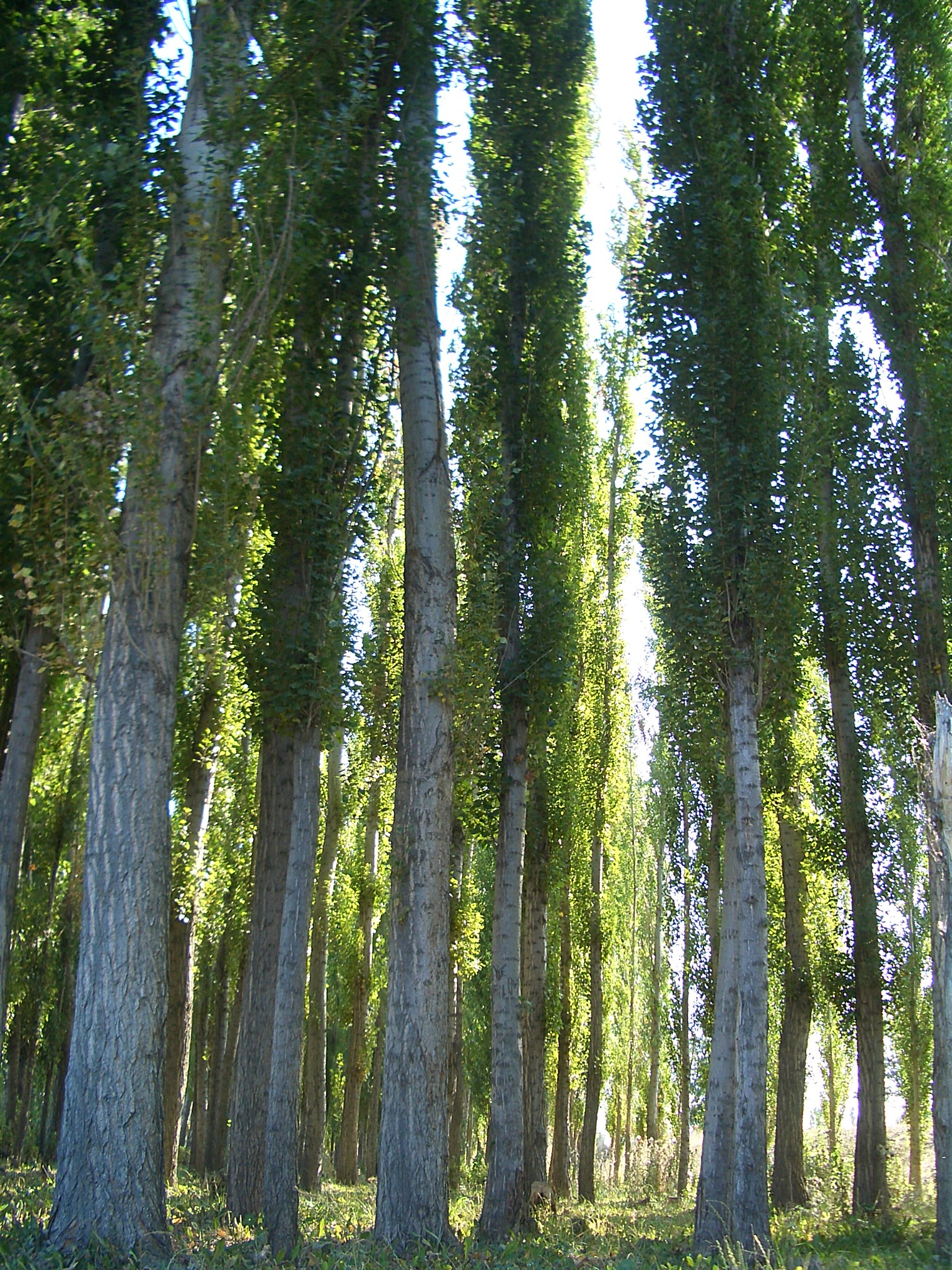
Arbres als afores de l'aldea de Milianfan